# Volvo BM 4200
Volvo BM 4200 var Volvos första ramstyrda hjullastare i kompaktklassen. 
Hjullastaren, som vägde drygt sex ton och tillverkades mellan 1978 och 1983, ersattes så småningom av Volvo BM L30. 42:an som den kallas är än idag mycket populär på grund av sin smidighet och vikt. Den bär ett högt andrahandsvärde. Parallellt med BM 4200 tillverkades den sista generationen baklastare, den tvåhjulsdrivna modellen Volvo BM 622 och den fyrhjulsdrivna Volvo BM 642.